# Caporiaccosa
Caporiaccosa arctosaeformis es una especie de araña araneomorfa de la familia Lycosidae. Es el único miembro del género monotípico Caporiaccosa. Es originaria de Etiopía.